# Пиха
Пиха (англ. Piha) — прибрежное поселение на западном побережье региона Окленд на Северном острове Новой Зеландии. Население составляет 600 человек. Пляж с чёрным песком, подходящий для сёрфинга, и прилегающая территория популярны у жителей Окленда как зона отдыха, в особенности летом. Административно входит в зону Муривай.
Пиха расположена в 39 километрах на запад от города Окленд на побережье Тасманова моря, на севере от Манукау-харбор, и на западной границе хребтов Уаитакере. Непосредственно к северу от Пихи расположен пляж Уайтс-бич, а к югу — залив Мерсер-бэй, доступ по суше к обеим возможен только пешком.

## Особенности и геология
Наряду с двумя серфинговыми пляжами здесь также есть закрытая лагуна и несколько ручьев. По береговой линии и хребтам Уаитакере проходит несколько пешеходных маршрутов, от лёгких до очень сложных. В связи с распространением неизлечимой болезни деревьев каури большая часть хребтов Уаитакере была закрыта с 2018 года на неопределённое время.
Лайон-рок — природное образование, разделяющее северный и южный пляжи Пихи. Это подвергшийся эрозии вулканический некк возрастом 16-миллионов лет.

## Фотографии

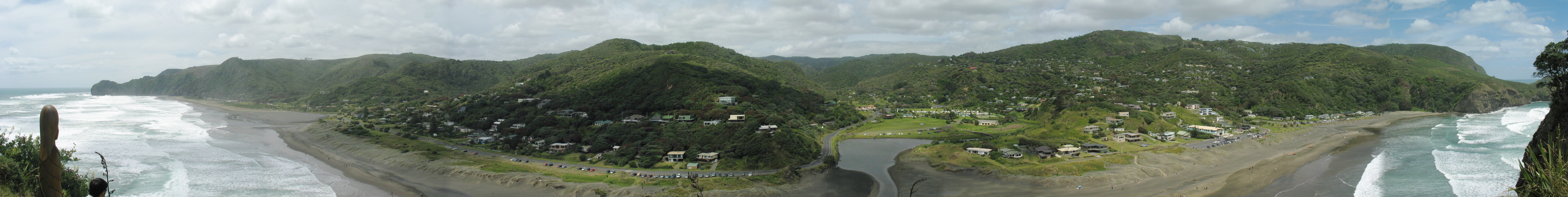
Вид с Лайон-рок.

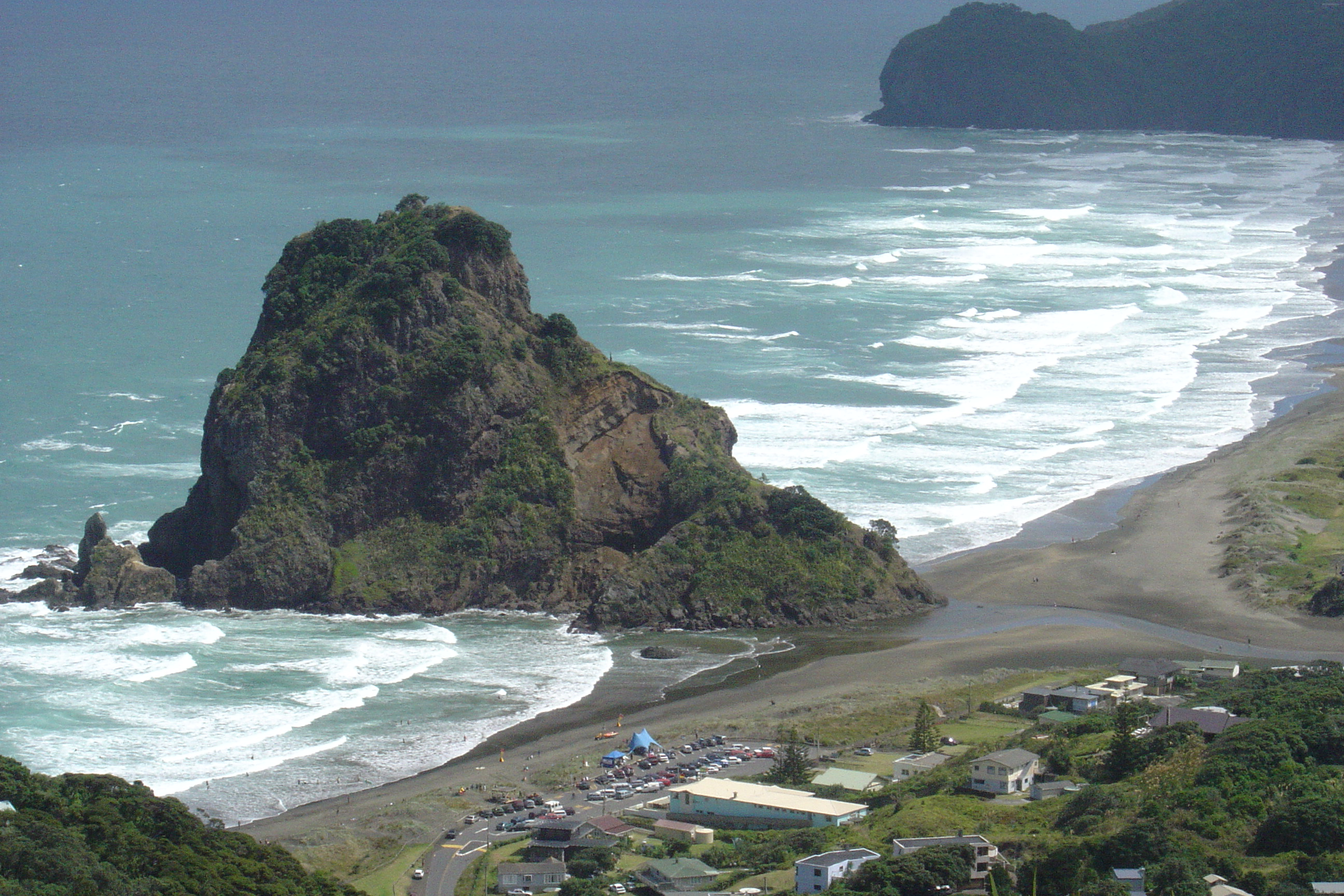
Вид на Пиху и Лайон-рок с дороги выше
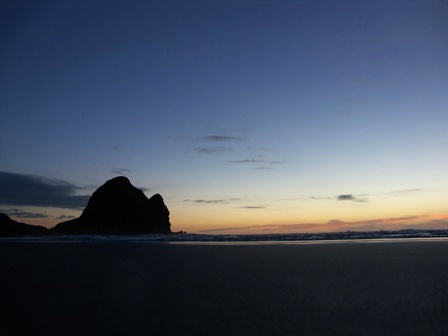
Пиха после заката
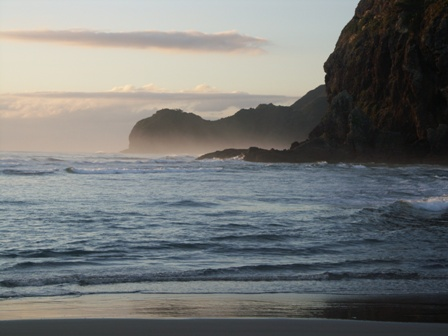
На север от Лайон-рок и Те-Уаха-пойнт